# معركة يفباتوريا
معركة يفباتوريا (بالإنجليزية: Battle of Eupatoria)‏ هي معركة بين الدولة العثمانية وحلفائها المملكة المتحدة وفرنسا من جانب والامبراطورية الروسية من الجانب الآخر، وتعد الاشتباك العسكري الأكثر أهمية خلال حرب القرم وذلك في 17 فبراير 1855 وانتهت المعركة بانتصار قوات الدولة العثمانية وذلك حين أجبر الجنرال الروسي ستيبان خرليف تسليم قاعدتهم في يفباتوريا مع 19000 جندي لتجنيب قوات هجوما كبيرا من قبل القوات العثمانية.
تعرف في المصادر الروسية باسم عاصفة إيفباتوريا (بالروسية: Штурм Евпатории) وفي المصادر التركية باسم معركة كوزلوه (بالتركية الحديثة: Gözleve Muharebesi) هي معركة وقعت يوم السبت 29 من جمادى الأول 1272 هـ، الموافق 17 فبراير 1855 م، تعد أهم معارك حرب القرم على جبهة شبه جزيرة القرم خارج مدينة سيفاستوبول. وأسفرت عن نصر تركي حاسم وفشل روسي في السيطرة على جبهة نهر الطونة «الدانوب حالياً».
شاركت وحدات من الجيش المصري في هذه المعركة، وقُتل فيها عدد من ضباطه، على رأسهم القائد العام الفريق سليم فتحي باشا وأمير الألاي رستم بك، اللذين دُفنا بجوار مسجد خان جامعي في إيفباتوريا بأمر من السردار العثماني إكرام عمر باشا.

## المعركة
على الرغم من ان الحامية العثمانية في يفباتوريا كانت أكثر من 35 الف الا ان القائد الروسي خرليف كان كان يأمل في مفاجئة العثمانين بالهجوم في 17 فبراير 1855 ولكن خطته فشلت لأن القوات العثمانية والاسطول البريطاني المتحالف معها كان متوقعا للهجوم حيث كانوا في استقبال الروس بطوفان من نيران المدفعية وبعد ان فقد الروس 750 رجل اجبروا على الانسحاب وادت هذه الهزيمة إلى اقالة القائد الروسي ألكسندر منشكوف وربما هي التي أدت إلى وفاة القيصر الروسي نيكولا بعد اسابيع قليلة من المعركة .

## اقرأ أيضًا
- معارك الدولة العثمانية
- معركة كرك ديره